# North Taranaki Bight
Die North Taranaki Bight ist eine große Bucht, die sich an der Nordwestküste des New Plymouth Districts der Region Taranaki auf der Nordinsel Neuseelands erstreckt. Ihre Küstenlinie erstreckt sich von Cape Egmont zuerst in östliche, dann in nördliche Richtung. Die Bucht hat ein Gegenstück in der South Taranaki Bight südlich von Cape Egmont.
Die Ausdehnung der Bucht schwankt je nach Quelle. Engere Definitionen zählen zu ihr das Gebiet zwischen der Mündung des Waitara River bis zur Mündung des Mokau River. Andere Quellen beziehen auch die Küste nördlich bis Tirua Point (50 km südwestlich von Te Kūiti) oder gar bis Albatross Point nahe der Einfahrt zum Kawhia Harbour ein.
Der New Zealand State Highway 3 folgt der Küstenlinie von Waitara bis Awakino an der Mündung des Awakino River.